# Rocco van Straten
Rocco van Straten (* 30. März 1991) ist ein ehemaliger niederländischer Snowboarder. Er startete in den Freestyledisziplinen.

## Werdegang
Van Straten nahm im Januar 2007 in Graz erstmals am Snowboard-Weltcup teil, wobei er den 45. Platz im Big Air errang. Bei den Juniorenweltmeisterschaften 2008 in Chiesa in Valmalenco belegte er den 33. Platz in der Halfpipe sowie den vierten Rang im Big Air, bei den Juniorenweltmeisterschaften 2009 in Nagano den 45. Platz in der Halfpipe und bei den Juniorenweltmeisterschaften 2010 in Cardrona den 34. Platz in der Halfpipe, den 21. Rang im Slopestyle sowie den achten Platz im Big Air. Nach drei Platzierungen außerhalb der ersten zehn im Weltcup zu Beginn der Saison 2010/11 gewann er bei den Snowboard-Weltmeisterschaften 2011 in La Molina die Bronzemedaille im Big Air. Zudem kam er dort auf den 41. Platz in der Halfpipe und auf den 24. Rang im Slopestyle. Nach der WM holte er im Big Air in Denver seinen einzigen Weltcupsieg und errang im Slopestyle in Calgary den dritten Platz. Zum Saisonende belegte er bei den Juniorenweltmeisterschaften 2011 in Chiesa in Valmalenco den 14. Platz in der Halfpipe und beendete die Saison im Freestyle-Weltcup sowie im Big-Air-Weltcup jeweils auf dem fünften Platz. Bei den Snowboard-Weltmeisterschaften 2013 im Stoneham errang er den 37. Platz im Slopestyle. Seinen 31. und damit letzten Weltcup absolvierte er im März 2013 in der Sierra Nevada, welchen er auf dem 58. Platz im Slopestyle beendete.

## Weltcupsiege und Weltcup-Gesamtplatzierungen

### Weltcupsiege
| Nr. | Datum           | Ort    | Disziplin |
| --- | --------------- | ------ | --------- |
| 1.  | 26. Januar 2011 | Denver | Big Air   |

### Weltcup-Gesamtplatzierungen
| Saison  | Gesamt/Freestyle | Gesamt/Freestyle | Halfpipe | Halfpipe | Big Air | Big Air |
| Saison  | Punkte           | Platz            | Punkte   | Platz    | Punkte  | Platz   |
| ------- | ---------------- | ---------------- | -------- | -------- | ------- | ------- |
| 2006/07 | 62               | 232.             | –        | –        | 62      | 61.     |
| 2007/08 | 218              | 197.             | 73       | 84.      | 145     | 57.     |
| 2008/09 | 30               | 316.             | –        | –        | 30      | 101.    |
| 2009/10 | 606              | 117.             | –        | –        | 606     | 19.     |
| 2010/11 | 2090             | 5.               | 380      | 37.      | 1845    | 5.      |
| 2011/12 | 390              | 51.              | -        | -        | 390     | 23.     |
| 2012/13 | 51               | 135.             | -        | -        | 36      | 29.     |